# خوان الوکان
خوان الوکان (انگلیسی: Juan Eluchans؛ زادهٔ ۱۴ آوریل ۱۹۸۰) بازیکن فوتبال اهل آرژانتین است.
از باشگاه‌هایی که در آن بازی کرده‌است می‌توان به باشگاه فوتبال روساریو سنترال، باشگاه اتلتیکو ایندپندینته، باشگاه فوتبال بانفیلد، و باشگاه فوتبال کان اشاره کرد.